# Живи свободным или умри
Живи свободным или умри (англ. Live Free or Die) — официальный девиз штата Нью-Гэмпшир (см. Список девизов штатов и территорий США), принятый в 1945 году, и изображённый на эмблеме штата. Происходит от тоста генерала Джона Старка, наиболее известного участника американской Войны за независимость, происходящего из этого штата. Из-за плохого здоровья он отклонил приглашение на годовщину битвы при Беннигтоне. 31 июля 1809 года он отправил письмо с фразой: «Живи свободным или умри: смерть — это не худшее из зол».
Согласно решению Законодательного собрания штата, принятому в 1971 году, девиз появился на госномерах некоммерческих автомобилей. В 1977 году Верховный Суд США постановил по делу Вули против Мейнарда, что штат не должен преследовать водителей, пожелавших закрыть часть лозунга или весь лозунг целиком. Истец, свидетель Иеговы Джордж Мейнард в 1974 году закрыл слова «или умри». Он заявил, что лозунг противоречит его религиозным убеждениям. Он был осуждён за нарушение законов штата, повлёкшее за собой повреждение госномера.
Согласно решению Верховного суда, Мейнард, как гражданин США, имел, в соответствии с Первой поправкой право на свободу слова и свободу отказаться от слова, и увязал дело с прецедентом 1943 года (отказом детей свидетелей Иеговы приветствовать американский флаг в школах Западной Виргинии). По мнению суда, интересы штата вошли в противоречие с правом гражданина на свободное самовыражение.

## Аналогичные лозунги

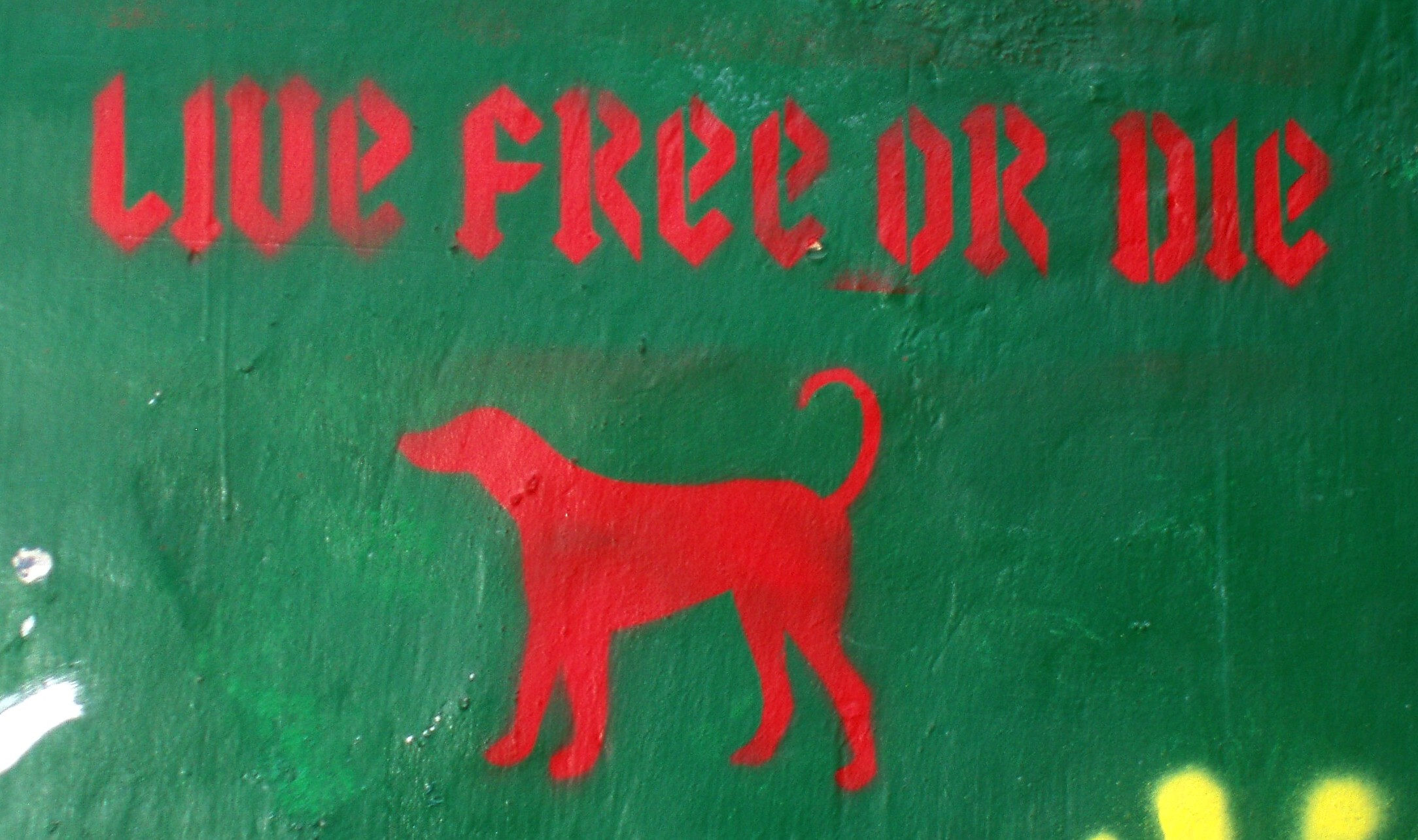
Живи свободным или умри, лозунг в Эдинбурге, Шотландия

- Свобода или смерть — национальный девиз Греции времён Греческой войны за независимость (1821—1830);
- Свобода или смерть — национальный девиз Республики Македония;
- Свобода или смерть — национальный девиз Уругвая;
- Независимость или смерть — национальный девиз Бразильской империи;
- Независимость или смерть — лозунг кемалистского движения в Турции времён Войны за независимость;
- Восстаньте, свободные фризы — лозунг Ауриха времён начала первого тысячелетия;
- Свобода, равенство, братство или смерть — лозунг Французской революции. В поздних вариантах отброшено «или смерть», полный лозунг можно видеть на фасаде Отеля де Вилль (городской администрации) Труа;
- Лучше умереть, чем жить трусом — лозунг Непала, и гуркхских стрелков Британской армии. Их база в Британии располагалась в графстве Гемпшир.